# Romblão
Romblão (Romblon) é um província de  classe de renda da terceira província (d) na região Mimaropa (Região IV-B), nas Filipinas. De acordo com o censo de 1 de maio  de  2020 possui uma população de 308 985 pessoas e 23 575 domicílios.
A sua capital é Romblão (município). Um dos municípios da ilha, Banton é considerado o Centro Geográfico do país.

## Geografia
A província de Romblão é formada por diversas ilhas do Mar de Sibuyan e fica ao sul da Provincia de Quezon e de  Marinduque, a leste de Mindoro, a norte de Aklan e a oeste de Masbate. As três ilhas principais são a própria Ilha de Ronblon, a de Tablas e de Sibuyan.

## Economia local
Romblão é produtor de mármore de alta qualidade, comparável ao da Itália.
Situada no centro do arquipélago filipino, Romblão une as áreas de reaprovisionamento de Luzon, do arquipélago das Visayas e Mindanau. O aeroporto de Tugdan na ilha de Tablas está a somente 45 minutos dos distritos financeiros da Grande Manila. Há linhas marítimas diretas desde Manila, partindo dos portos de Batangas e  Lucena (ambos ao sul da ilha de Luzon), o que intensifica o fluxo com a região industrial de CALABARZÓN, fazendo da província Romblão um lugar ideal para o abastecimento de bens diversos e operações da indústria leve. Romblon capitall e seu porto, Odiongan, são os centros de negócios e comércio da província.

## Recursos naturais
Rombon apresenta uma vegetação exuberante e diversos recursos minerais. Além do mármore, as ilhas são ricas em granito, silício, níquel, zinco, mercúrio, prata, cobre, minério de ferro, calcário, argila, magnésio, quartzo e caulim. Há também jazidas de ouro em algumas pequenas bacias de rios de montanha em Magdiwang, na ilha Sibuyan. Os solos férteis abrigam grande variedades de culturas como coqueiros, milho, arroz, plátanos, raízes diversas, árvores frutíferas, s, cultivos de raíces, árboles frutales, videiras e outras. Romblão é também rica em pesca, pois as ilhas estão sobre um caminho migratório de muitas espécies de peixes que vêm dos mares de Sulu e de Visayas, passam pelo estreito de Tablas, pelo mar de Sibuyan e o passo de Romblão.

## Idiomas
Na província são falados três idiomas nativos - Romblomanon, Asi, Onhan, sendo também utilizados o Tagalog, o Hiligaynon e o Inglês.

## Origens
A maioria dos habitantes de Romblão descendem de colonos Malaios que ali chegaram por volta do anos 1.200 d.C. Os conquistadores espanhóis se estabeleceram na ilha em 1582 e saíram somente em 1898. Há ainda hoje significantes resquícios da presença espanhola, havendo fortes e igrejas construídos com blocos de coral, em sofisticados trabalhos de incrustrações e marchetaria.

## História
A província de Romblão era antigamente chamada Lomlon, o que significa "aninhamento" para dar calor aos ovos de um pássaro. Esse nome se originou quando os espanhóis, ao perguntar como se chamava a localidade, por acaso apontaram para um ninho onde um pássaro protegia seus filhotes, receberam essa resposta, Lomlom, causando a interpretação equivocada. Como o tempo, o nome mudou para Domblon.
Na época pre-hispânica, os primeiros habitantes de Romblão foram tribos de Negritos de Panay e tribos Mangyan de Mindoro. O descobrimento de abundante material artístico em cavernas da ilha de de Banton demonstrou a existência de uma rica e antiga civilização e cultura aborígene.
Em 1635 a ilha Romblão foi evangelizada pelos recoletos espanhóis e passou a depender da Capitania Geral das Filipinas. Porém, tão logo o primeiro recoleto da ilha, o padre Pedro de San José Rojas se viu forçado a fugir e se esconder num monte, para escapar ao ataque dos mouros, pilhando e queimando convento, a igreja e escravizando cristãos. Diante desses ataques os espanhóis decidiram construir uma fortaleza com artilharia e três baluartes. A igreja fortificada é atualmente a catedral de Romblão. Os fortes de Santo André e de Santiago estão hoje em ruínas.
Em 1853 a província foi organizada política e militarmente pelos espanhóis como um distrito e foi criada a sub-província de Cápiz. Em 1898, com a Guerra Hispano-Americana, a província deixa de ser espanhola e passa ao domínio norte-americano. Romblão passa a ser uma província separada em 1917 e em 1 de outubro de 1946 se tornou um província especial com quatro municipalidades Tablas, Romblão, Sibuiã e Maghali. Isso durou apenas 3 meses, pois em 1 de janeiro de 1947 Romblão voltou ao estatuto habitual anterior.

## Subdivisões
Municípios
- Alcantara
- Banton
- Cajidiocan
- Calatrava
- Concepcion
- Corcuera
- Ferrol
- Looc
- Magdiwang
- Odiongan
- Romblon
- San Agustin
- San Andres
- San Fernando
- San Jose
- Santa Fe
- Santa Maria